# Thạch Tú
Thạch Tú, ngoại hiệu Phanh Mệnh Tam Lang (tiếng Trung: 拚命三郎: Chàng Ba liều mạng) là một nhân vật hư cấu trong tiểu thuyết cổ điển Trung Quốc Thủy hử. Ông là một trong 36 Thiên Cương Tinh của 108 anh hùng Lương Sơn Bạc.

## Xuất thân
Thạch Tú quê ở phủ Kim Lăng, từ thuở nhỏ theo đòi võ nghệ, tính thích trừ những việc bất bình, sau theo chú đi buôn ngựa, bất đồ giữa đường chú mất tiêu hết tiền nong, đành phải lưu lại ở đất Kế Châu mà hái củi kiếm ăn cho qua ngày tháng. Một hôm gánh củi đi qua thấy Dương Hùng bị đánh liền xông vào giải vây, rồi gặp Dương Lâm rủ lên Lương Sơn Bạc. Dương Hùng và Thạch Tú kết nghĩa làm huynh đệ, Thạch Tú trú trọ ở nhà Dương Hùng, mở quán bán thịt. Vợ Dương Hùng là Phan Xảo Vân tư thông với hòa thượng Bùi Như Hải. Thạch Tú và Thì Thiên biết được, báo lại với Dương Hùng. Dương Hùng không tin, đuổi Thạch Tú ra khỏi nhà. Thạch Tú giết Bùi Như Hải đêm đó rồi bắt Phan Xảo Vân giải lên núi Thúy Bình, đưa Dương Hùng lên tra hỏi. Dương Hùng biết sự thật, chém chết Phan Xảo Vân.

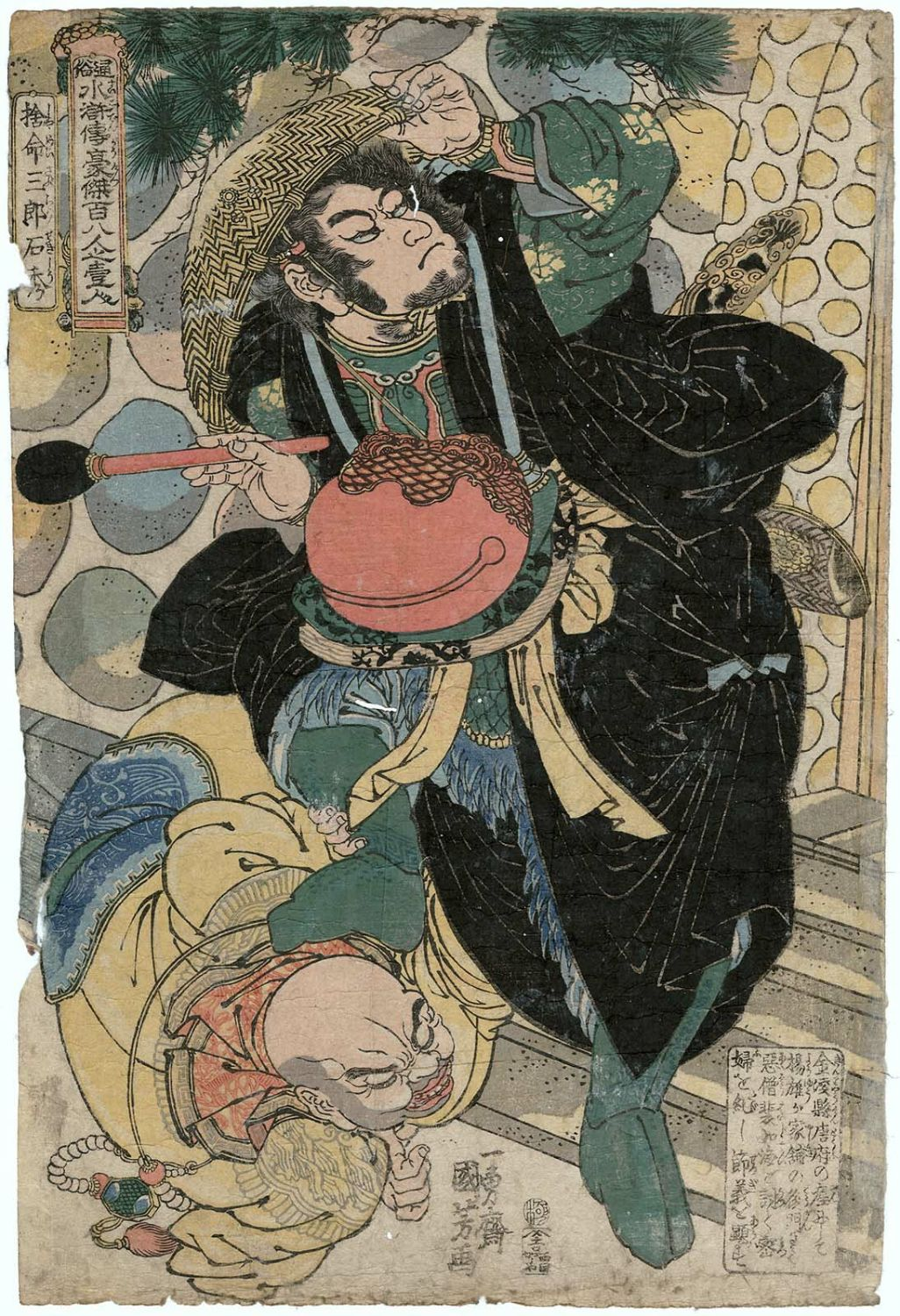
Hồi 44 - Đêm vắng xông pha, Thạch Tú giết sư hổ lửa

## Gia nhập Lương Sơn Bạc
Sau đó, Thạch Tú cùng Dương Hùng, Thời Thiên lên Lương Sơn Bạc, đi ngang qua Chúc gia trang, Thời Thiên bị bắt, Dương Hùng cùng Thạch Tú lên Lương Sơn đầu quân, Triều Cái nổi giận lôi đình sai đem hai người ra chém, nhưng nhờ có Tống Công Minh can ngăn nên cho lập công chuộc tội. Dương Lâm và Thạch Tú được cử đi thám thính ở Chúc gia trang thì Dương Lâm bị bắt, Thạch Tú được chỉ đường nên quay về trại được, nhờ Thạch Tú mà quân Tống Giang đến đánh được Chúc gia trang, Thạch Tú đánh nhau với Tôn Lập rồi bị bắt sống, nửa đêm Tôn Lập thả Thời Thiên cùng tất cả hảo hán bị nhốt ra, phá Chúc gia trang.

## Sau khi chiêu an và tử trận
Sau này khi đi đánh Phương Lạp, đến gần ải Dục Linh, Lư Tuấn Nghĩa sai Sử Tiến, Thạch Tú, Trần Đạt, Dương Xuân, Lý Trung, Tiết Vĩnh dẫn 3000 quân đi trước dò đường, gặp tướng Giang Nam là Bàng Vạn Xuân. Bàng Vạn Xuân bắn Sử Tiến ngã ngựa, rồi hai bên sườn núi bắn tên như mưa, 6 tướng cùng 3000 quân cả người lẫn ngựa đều bị bắn chết.

## Trong Đãng Khấu Chí
Tại hồi 40, quân Viên Tý nhờ Ngụy Phụ Lương và Chân Đại Nghĩa làm nội gián, bày liên hoàn kế lấy được Duyễn Châu. Ngô Dụng ở trấn Dương Quan thấy hang Mại Lý bốc lửa, liền lệnh Thạch Tú về Duyễn Châu báo tin. Thạch Tú đến cửa đông thì gặp Chân Đại Nghĩa đứng trên cầu treo, thất kinh hỏi thì bị Đại Nghĩa dương đao chém cụt tay phải, ngã lăn xuống cầu và bị bắt sống.
Thạch Tú bị dùng làm đồ tế lễ gia quyến họ Chúc (cùng với Tôn Lập và Đỗ Hưng). Thạch Tú liền tục mắng chửi, Chúc Vạn Niên (em của Chúc Triều Phụng) căm giận Thạch Tú liền vung đao cắt lưỡi, sau đó đâm thủng 17, 18 lỗ trên người Thiên Huệ Tinh. Thấy Thạch Tú còn thoi thóp, liền đâm 1 đao vào tim rồi mổ bụng lấy tim cũng ngũ tạng làm đồ tế.
Tính riêng trận công hạ Duyễn Châu của trại Viên Tý, quân Lương Sơn đã bị chém đầu 11 người là Tôn Lập, Tôn Tân, Cố Đại Tẩu, Giải Trân, Giải Bảo, Dương Hùng, Thạch Tú, Đỗ Hưng, Trâu Uyên, Trâu Nhuận, Nhạc Hòa. Đây có thể coi là sự trả thù tàn ác mà tác giả đã giành cho những người gây họa cho Chúc Gia Trang trong Thủy Hử.